# Герберт фон Дірксен
Едуард Віллі Курт Герберт фон Дірксен (нім. Eduard Willy Kurt Herbert von Dirksen; 2 квітня 1882, Берлін — 19 грудня 1955, Мюнхен) — німецький державний діяч, дипломат та письменник. Керівник відділу преси та пропаганди Посольства Німеччини в Україні (1918—1919), в.о. Посла Німеччини в Польщі (1920), Генеральний консул Німеччини в Данцигу (1923—1925), Посол Німеччини в СРСР (1928—1933), Посол Німеччини в Японії (1933—1937), Посол Німеччини у Великій Британії (1937—1939).

## Біографія
Народився у сім'ї імперського посланника Віллібальда фон Дірксена. У 1900 році отримав атестат берлінської королівської гімназії. У 1900—1903 роках вивчав юриспруденцію в Гейдельберзі та Берліні й захистив докторську дисертацію у Ростоку. Служив рік у гвардійському уланському полку в Потсдамі, в 1904—1910 роках працював кандидатом на посаду з правових питань в Прусії. 1905 рік провів у Лондоні. У 1907—1908 роках вирушив у навколосвітню подорож.
У 1910—1914 роках перебував на державній службі в Бонні в ранзі урядового асесора, і в цей час він зацікавився зовнішньою політикою та економікою. Він написав кілька історико-політичних статей на підтримку німецької імперії.
На початку Першої світової війни був мобілізований, служив в тилу і при військових штабах. Завдяки протекції в 1915 році отримав посаду в цивільній адміністрації в Бельгії, де зокрема відповідав за депортацію бельгійців на роботу до Німеччини.
Отриманий у війну досвід змусив Герберта Дірксена змінити свої погляди на війну як засіб політики. Під псевдонімом «Дарій» Дірксен опублікував кілька статей, в який піддав критиці зовнішню політику і дипломатію Німеччини. Попри це, в 1917 році вступив на посаду референта в англійський відділ посольства Німеччини в Гаазі.
1918 року він перейшов на роботу в Міністерство закордонних справ, звідки був направлений в Україну, де очолив відділ преси та пропаганди в Посольстві Німеччини в Києві. З початком наступу росіян на Київ посольство закрилося, і Дірксен повернувся у 1919 році до Берліна.
Після Листопадової революції вступив до Німецької національної народної партії і зайнявся активною політичною діяльністю.
У 1919—1920 рр. — Начальник підвідділу з питань Прибалтики Міністерства закордонних справ. Його головним завданням стала організація швидкого виведення німецьких військ з балтійського регіону.
Після відновлення дипломатичних відносин з Польщею в 1920 році Дірксен був направлений у Варшаву і виконував функції посла. Повернувшись до Берліна, Дірксен керував відділом з питань Польщі в МЗС Німеччини і займався Верхньосілезьким питанням. Як і більшість німецького населення, він сприйняв втрати східних територій як приниження німецького народу і вимагав перегляду відповідних рішень.
У 1923 році Дірксен був призначений генеральним консулом Німеччини в Данцигу і в силу сформованої ситуації був змушений займатися переважно культурними, а не політичними та економічними питаннями. При реорганізації Міністерства закордонних справ в 1925 році Дірксен отримав посаду у відділі з питань Сходу, до відання якого були віднесені Східна Європа, Скандинавія та Східна Азія. Якщо при укладанні Локарнських угод Дірксен задовольнявся роллю протоколіста, то при підготовці Берлінського договору 1926 йому була відведена більш значуща роль. У середині 1925 Дірксен очолював переговори. У 1928 році Дірксен очолив східний відділ і занурився в паперову роботу. У тому ж році рейхспрезидент Гінденбург і міністр закордонних справ Штреземан погодилися на компромісну кандидатуру Дірксена на пост посла Німеччини в СРСР.
У складних умовах Герберт Дірксен намагався поліпшити німецько-радянські відносини, підтримуючи зв'язки в економіці та військовій сфері. Зробивши кілька дипломатичних помилок, вже на самому початку своєї служби в СРСР Дірксен проявив некомпетентність у своїй оцінці китайсько-радянського конфлікту і положення німців в Радянському Союзі. У наступні роки Дірксену не вдалося домогтися якихось суттєвих позитивних змін у німецько-радянських відносинах.

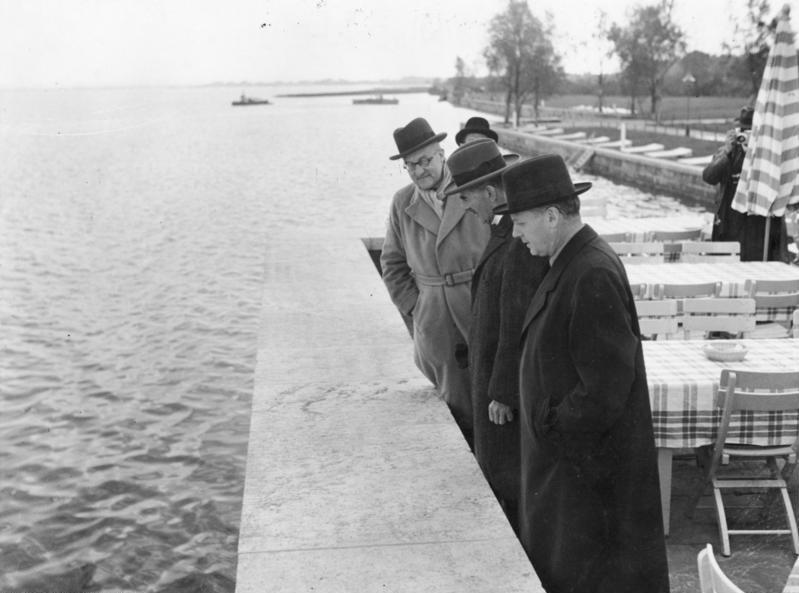
Герберт фон Дірксен (крайній зліва) супроводжує Чемберлена і Ріббентропа. 1938

Восени 1933 року Дірксен був переведений в посольство Німеччини в Токіо. У 1937 році Дірксен вступив в НСДАП. Після повернення з Токіо, прийняв пропозицію від Ріббентропа очолити посольство Німеччини в Лондоні, де був ключовою фігурою Лондонських переговорів у 1939 році.
З початком Другої світової війни Дірксен пішов у відставку і присвятив себе публіцистиці і читав лекції з історії та політики для солдатів і колег по партії. За наказом Йоахіма фон Ріббентропа Диіксен був вивезений з Сілезії, але при цьому в його маєтку залишився його особистий архів, який вивезений до СРСР.
Останні роки життя провів у Верхній Баварії і писав критичні роботи по східній політиці Конрада Аденауера і з питань Сілезії.
Після важкої і тривалої хвороби Дірксен помер, перебуваючи на лікуванні в Мюнхені. Спочатку був похований на цвинтарі Вальдфрідгоф в Мюнхені. Перепоховання останків на Північному кладовищі в Вісбадені було здійснено за наполяганням сестри Віри фон Берген майже через двадцять років.

## Автор праць
- Freundesland im Osten. ein Nipponbuch in Bildern. Berlin: Wilhelm Limpert Verlag, 1943
- Moskau, Tokio, London. Erinnerungen und Betrachtungen zu 20 Jahren deutscher Außenpolitik. Stuttgart, 1949

## Сім'я
- Батько — Віллібальд фон Дірксен (1852—1928)
- Мати — Елла Шніцлер (1860—1916)
- Сестра — Віра фон Берген
- Дружина — Гільда фон Ельсен (1885—1942)